# Гроув, Флоренс Кроуфорд
Флоренс Кроуфорд Гроув (англ. Florence Crauford Grove, также F. Crauford Grove, род. 1838 — ум. 1902) — английский альпинист и писатель

.

## Биография
Интересоваться альпинизмом Ф. К. Гроув начал в конце 1850-х годов. В 1857 он стал одним из основателей британского Альпийского клуба, с 1884 по 1886 год являлся его президентом.
Ф.Гроув был среди первых восходителей на следующие вершины:
- Дан-д'Эран, 4171 м, Альпы (12 августа 1863 г., совместно с Р.Макдональдом, М. Вудмассом, У. Э. Холлом и проводниками М. Андереггом и Петером Перреном)
- Парротшпитце, 4432 м, Альпы (16 августа 1863 г., совместно с Р. Макдональдом, М. Вудмассом, У. Э. Холлом и проводниками М. Андереггом и Петером Перреном)
- Цинальротхорн, 4221 м, Альпы (22 августа 1864 г., совместно с Лесли Стивеном и проводниками Якобом и Мельхиором Андереггами)
- западная вершина Эльбруса, 5642 м (лето 1874 г., совместно с Ф. Гарднером, Х. Уокером и гидом Питером Кнубелем).

О своей кавказской экспедиции и восхождении на Эльбрус Ф. К. Гроув написал в вышедшей в 1875 году книге «Морозный Кавказ» (The Frosty Caucasus (London, Longmans, Green & Co, 1875)). Название этого произведения обыгрывает одну из фраз трагедии У.Шекспира «Ричард II» (I акт, сцена 3: «O, who can hold a fire in his hand by thinking on the frosty Caucasus?»).
В 2002 году в Лондоне было выпущено факсимильное издание этого сочинения (ISBN 978-1-4021-8446-8).